# Alex Scott (galopptränare)
Alexander Archibald "Alex" Scott, född 8 februari 1960, död 30 september 1994, var en brittisk galopptränare. Han hade tränarlicens under säsonger, och tränade 164 segrare. Han är mest känd som tränare till framtida segraren av Epsom Derby, Lammtarra, samt segraren av Breeders' Cup Sprint (1991), Sheikh Albadou. 1994 sköts Scott ihjäl av en hästskötare på Glebe Farm Stud nära Newmarket.

## Biografi
Alex Scott föddes in i galoppsporten, då hans föräldrar både födde upp och tränare galopphästar. Hans föräldrar anordnade även årliga tävlingar på familjens gård.
Scott blev erbjuden positionen som huvudtränare för Sheikh Maktoum Al-Maktoums Oak Stables i Newmarket, efter att den förre tränaren Olivier Douieb åkt hem till Frankrike på grund av sjukdom. Han fick snabbt rykte som en av de bästa galopptränarna i Storbritannien. Under hans första säsong som tränare, 1989, segrade Cadeaux Genereux i två grupp 1-löp, July Cup och Nunthorpe Stakes. Två år senare segrade Scott i Breeders' Cup Sprint tillsammans med Sheikh Albadou. Med segern blev Sheikh Albadou en av två brittisktränade hästar som segrat i något Breeders' Cup löp, och den enda brittiska segraren på dirttrack. Scott hade tränat Sheikh Albadou på en specialbana med sand fem månader innan löpet.
Under 1991 tog Scott även sin första seger i ett Classic Race med Possessive Dancers seger i Irish Oaks.

### Lammtarra
I juli 1995, månader efter Scotts död, segrade Lammtarra i Epsom Derby på vad som då var rekordtid. Lammtarra hade tränats av Scott under sin tvååringssäsong, och segrat i hans enda start för året. Scott hade valt ut Lammtarra som ettåring bland flera andra vid Sheikh Maktoums Gainsborough Farm i Kentucky.
Scott var så självsäker på att Lammtarra skulle segra i löpet, att han spelade 1000 pund som vinnare, till 33 gånger pengarna på Ladbrokes. Efter att Lammtarra segrat i löpet betalades spelvinsten ut till Scotts änka. Lammtarra tränades efter Scotts död av Godolphin Stables tränare Saeed bin Suroor, och kom att segra i King George VI and Queen Elizabeth Stakes och Prix de l'Arc de Triomphe innan tävlingskarriären avslutades.

## Död
Den 30 september 1994 sköts Scott till döds av hästskötaren William O'Brien, som sköt honom i bröstet med ett enpipigt hagelgevär. O'Brien och Scott hade haft en dispyt, som kulminerade med att O'Brien sa till Scott att han kunde ta jobbet och "stoppa upp det". O'Brien hade andra åsikter om Scotts träningsmetoder sedan han tagit över träningsverksamheten 1992. Följande dag skickade Scott ett brev till O'Brien, för att få avskedet bekräftat. De konfronterades senare i en lada på Glebe Stud Farm, där Scott sköts till döds.